# Suites angleses
Amb el nom de Suites angleses, BWV 806–811, coneixem un grup de sis suites escrites pel compositor alemany Johann Sebastian Bach per a clavicèmbal i generalment considerades com les primeres de les divuit suites (les altres són les sis Suites franceses, BWV 812-817 i les sis Partites, BWV 825-830) que Bach va compondre per a aquest instrument.

## Història
Les Suites angleses foren compostes segurament alhora que les Suites franceses. El seu nom encara avui segueix essent un misteri, ja que no contenen cap tret que pugui identificar-se com a "anglès" i de fet comparteixen amb aquestes darreres l'afinitat amb les danses franceses. Forkel, el primer biògraf de Bach, va provar de donar una justificació per al nom d'aquest recull pretenent que el compositor volia destinar les peces a un noble anglès, possibilitat aquesta de la qual no en resta cap prova documental.
Tradicionalment s'havia donat com a data de composició de les sis suites els anys 1718 a 1720, època en què el compositor residia a Cöthen. Investigacions més recents, tanmateix, suggereixen que foren escrites abans, cap als volts de 1715, quan Bach vivia encara a Weimar.
Coincideixen les Suites angleses amb els dos altres reculls bachians esmentats en l'estructura general de cadascuna de les peces, que segueix una sèrie de danses i moviments, i en el tractament que fa Bach de les ornamentacions. La inclusió d'un preludi per a cadascuna de les suites, tanmateix, les allunya de la tradició derivada de la suite francesa, exemplificada en l'obra de compositors com Johann Jakob Froberger i Georg Böhm, per exemple, en què els moviments de dansa (Alemanda, Courante, Sarabanda i Giga) se succeeixen de manera estricta, sense l'ús de preludi.

## Les sisSuites angleses
- 1a suite en la major, BWV 806

Preludi, Allemande, Courante I, Courante II, Sarabanda, Bourrée I, Bourrée II, Giga
 Preludi (?·pàg.)
 Allemande (?·pàg.)
 Courante I (?·pàg.)
 Courante II (?·pàg.)
 Sarabande (?·pàg.)
 Bourrés I i II (?·pàg.)
 Giga (?·pàg.)
- 2a suite en la menor, BWV 807

Preludi, Alemanda, Courante, Sarabanda, Bourrée I, Bourrée II, Giga
- 3a suite en sol menor, BWV 808

Preludi, Alemanda, Courante, Sarabanda, Gavota I, Gavota II, Giga
- 4a suite en fa major, BWV 809

Preludi, Alemanda, Courante, Sarabanda, Minueto I, Minueto II, Giga
- 5a suite en mi menor, BWV 810

Preludi, Alemanda, Courante, Sarabanda, Passepied I, Passepied II, Giga
- 6a suite en re menor, BWV 811

Preludi, Alemanda, Courante, Sarabanda, Gavota I, Gavota II, Giga

## Enregistraments destacables

### Al clave
- Kenneth Gilbert, (Harmonia Mundi, 1981)

- Gustav Leonhardt, (Virgin, 1984)

- Colin Tilney, (Music&Arts, 1993)

### Al piano
- Glenn Gould (Sony, 1977)

- Ivo Pogorelić (Deutsche Grammophon, 1985)

- Andràs Schiff (Decca, 1988)